# Eleição federal na Alemanha Ocidental em 1972
As eleições federais na Alemanha Ocidental foram realizadas a 19 de Novembro de 1972 e, serviram para eleger os 518 deputados para o Bundestag.

## Contexto político
A coligação "social-liberal" entre SPD e FDP, liderada por Willy Brandt, adoptou uma nova política externa, estabelecendo relações com diversos países comunistas da Europa de Leste e, em especial, a abertura de contactos com a República Democrática Alemã. Esta nova política, conhecida como Ostpolitik, foi muito controversa na RFA, em especial, a abertura de relações com a RDA e o reconhecimento das fronteiras com a Polónia, decidido após a Segunda Guerra Mundial. Esta controversa política, fez com a coligação SPD-FDP perdesse a sua maioria parlamentar em 1972 e, foi por apenas dois votos, que Willy Brandt não perdeu uma moção de confiança e ser substituído por Rainer Barzel, líder dos democratas-cristãos.
Em Setembro de 1972, Willy Brandt decidiu demitir-se e, assim, abrindo caminho para eleições antecipadas.

## Análise dos resultados
Os resultados foram um estrondoso sucesso para o Partido Social-Democrata, que não só conquistou o seu melhor resultado da história, com 45,8% dos votos e 242 deputados, como, pela primeira vez desde da criação da RFA, o SPD ultrapassava os dois partidos de centro-direita como o maior grupo parlamentar. Além dos social-democratas, também os seus parceiros de coligação, o Partido Democrático Liberal, cresceram eleitoralmente, conquistando mais 11 deputados e subindo 2,6%, ficando com 8,4% dos votos e 42 deputados. Este enorme sucesso de SPD-FDP confirmaram, não só a grande popularidade do chanceler Willy Brandt Prémio Nobel da Paz em 1971 como, mais importante, o apoio do eleitorado alemão ocidental à nova política externa adotada pelo governo de Brandt.
Por outro lado, os partidos irmãos de centro-direita, União Democrata-Cristã e União Social-Cristã, obtiveram um resultado dececionante, perdendo 12 deputados e caindo 1,2%, ficando-se pelos 44,9% dos votos e 234 deputados. Este resultado foi uma desilusão enorme para os democratas-cristãos, porque, não só conseguiram mobilizar o eleitorado pela sua oposição à Ostpolitik, como viram que o eleitorado apoiava essa mesma política.
Após as eleições, a coligação "social-liberal" entre SPD e FDP continuou no poder, com Willy Brandt como chanceler. Importa referir que, numa sequência de um escândalo de espionagem, Brandt, em 1974, demitiu-se e foi substituído por Helmut Schmidt.

## Resultados Oficiais

### Método Proporcional (Lista)
| Partido                     | Partido                     | Partido                     | Lista de Partido | Lista de Partido | Lista de Partido | Lista de Partido | Lista de Partido |
| Partido                     | Partido                     | Partido                     | Votos            | %                | +/-              | Deputados        | +/-              |
| --------------------------- | --------------------------- | --------------------------- | ---------------- | ---------------- | ---------------- | ---------------- | ---------------- |
|                             | Partido Social-Democrata    | Partido Social-Democrata    | 17 175 169       | 45,85 / 100,00   | 3,18             | 90 / 270         | 20               |
|                             |                             | União Democrata-Cristã      | 13 190 837       | 35,21 / 100,00   | 1,43             | 121 / 270        | 7                |
|                             | União Social-Cristã         | 3 615 813                   | 9,65 / 100,00    | 0,20             | 17 / 270         | 2                |                  |
| CDU/CSU                     | CDU/CSU                     | 16 806 650                  | 44,86 / 100,00   | 1,23             | 138 / 270        | 9                |                  |
|                             | Partido Democrático Liberal | Partido Democrático Liberal | 3 129 982        | 8,36 / 100,00    | 2,59             | 42 / 270         | 11               |
| Barreira Eleitoral de 5,00% |                             |                             |                  |                  |                  |                  |                  |
|                             | Outros (com menos de 1,00%) | Outros (com menos de 1,00%) | 348 579          | 0,92 / 100,00    |                  | 0 / 270          |                  |
| Votos Inválidos             | Votos Inválidos             | Votos Inválidos             | 301 839          |                  |                  |                  |                  |
| Total                       | Total                       | Total                       | 37 761 589       | 100,00 / 100,00  |                  | 270 / 270        |                  |
| Eleitorado/Participação     | Eleitorado/Participação     | Eleitorado/Participação     | 41 446 302       | 91,11 / 100,00   | 4,44             |                  |                  |
| Fonte                       | Fonte                       | Fonte                       | [ 7 ]            | [ 7 ]            | [ 7 ]            | [ 7 ]            | [ 7 ]            |

### Método Uninominal (Distrito)
| Partido                 | Partido                     | Partido                     | Distrito Eleitoral | Distrito Eleitoral | Distrito Eleitoral | Distrito Eleitoral | Distrito Eleitoral |
| Partido                 | Partido                     | Partido                     | Votos              | %                  | +/-                | Deputados          | +/-                |
| ----------------------- | --------------------------- | --------------------------- | ------------------ | ------------------ | ------------------ | ------------------ | ------------------ |
|                         | Partido Social-Democrata    | Partido Social-Democrata    | 18 228 239         | 48,86 / 100,00     | 4,83               | 152 / 248          | 25                 |
|                         |                             | União Democrata-Cristã      | 13 304 813         | 35,67 / 100,00     | 1,43               | 65 / 248           | 22                 |
|                         | União Social-Cristã         | 3 620 625                   | 9,71 / 100,00      | 0,25               | 31 / 248           | 3                  |                    |
| CDU/CSU                 | CDU/CSU                     | 16 925 438                  | 45,38 / 100,00     | 1,18               | 96 / 248           | 25                 |                    |
|                         | Partido Democrático Liberal | Partido Democrático Liberal | 1 790 513          | 4,80 / 100,00      | 0,05               | 0 / 248            | Estável            |
|                         | Outros (com menos de 1,00%) | Outros (com menos de 1,00%) | 359 589            | 0,96 / 100,00      |                    | 0 / 248            |                    |
| Votos Inválidos         | Votos Inválidos             | Votos Inválidos             | 457 810            |                    |                    |                    |                    |
| Total                   | Total                       | Total                       | 37 761 589         | 100,00 / 100,00    |                    | 248 / 248          |                    |
| Eleitorado/Participação | Eleitorado/Participação     | Eleitorado/Participação     | 41 446 302         | 91,11 / 100,00     | 4,44               |                    |                    |
| Fonte                   | Fonte                       | Fonte                       | [ 7 ]              | [ 7 ]              | [ 7 ]              | [ 7 ]              | [ 7 ]              |

### Total de Deputados
| Partido | Partido                     | Partido                     | Distrito Eleitoral | Distrito Eleitoral | Lista de Partido | Lista de Partido | Total     | Total |
| Partido | Partido                     | Partido                     | Deputados          | +/-                | Deputados        | +/-              | Deputados | +/-   |
| ------- | --------------------------- | --------------------------- | ------------------ | ------------------ | ---------------- | ---------------- | --------- | ----- |
|         | Partido Social-Democrata    | Partido Social-Democrata    | 152 / 248          | 25                 | 90 / 270         | 20               | 242 / 518 | 5     |
|         |                             | União Democrata-Cristã      | 65 / 248           | 22                 | 121 / 270        | 7                | 186 / 518 | 15    |
|         | União Social-Cristã         | 31 / 248                    | 3                  | 17 / 270           | 2                | 48 / 518         | 1         |       |
| CDU/CSU | CDU/CSU                     | 96 / 248                    | 25                 | 138 / 270          | 9                | 234 / 518        | 16        |       |
|         | Partido Democrático Liberal | Partido Democrático Liberal | 0 / 248            | Estável            | 42 / 270         | 11               | 42 / 518  | 11    |
|         | Outros (com menos de 1,00%) | Outros (com menos de 1,00%) | 0 / 248            |                    | 0 / 270          |                  | 0 / 518   |       |
| Total   | Total                       | Total                       | 248 / 248          |                    | 270 / 270        |                  | 518 / 518 |       |
| Fonte   | Fonte                       | Fonte                       | [ 7 ]              | [ 7 ]              | [ 7 ]            | [ 7 ]            | [ 7 ]     | [ 7 ] |

## Resultados por Estado Federal
A tabela de resultados apresentada refere-se aos votos obtidos na lista de partido e, apenas, refere-se a partidos com mais de 1,0% dos votos:
| Estado                     | %    | D   | %       | D       | %    | D   | Votantes   |
| Estado                     | SPD  | SPD | CDU CSU | CDU CSU | FDP  | FDP | Votantes   |
| -------------------------- | ---- | --- | ------- | ------- | ---- | --- | ---------- |
| Estado                     |      |     |         |         |      |     | Votantes   |
| Baden-Württemberg          | 38,9 | 28  | 49,8    | 36      | 10,2 | 8   | 5 376 985  |
| Baixa Saxônia              | 48,1 | 30  | 42,7    | 27      | 8,5  | 5   | 4 684 898  |
| Baviera                    | 37,8 | 33  | 55,1    | 48      | 6,1  | 5   | 6 626 216  |
| Berlim Ocidental (Nota)    | 50,4 | 12  | 38,2    | 9       | 8,5  | 1   | 1 469 633  |
| Bremen                     | 58,1 | 3   | 29,6    | 1       | 11,1 | -   | 492 431    |
| Hamburgo                   | 54,4 | 9   | 33,5    | 5       | 11,2 | 2   | 1 242 832  |
| Hesse                      | 48,5 | 23  | 40,3    | 19      | 10,2 | 5   | 3 522 483  |
| Renânia do Norte-Vestfália | 50,4 | 75  | 41,0    | 61      | 7,8  | 12  | 11 005 807 |
| Renânia-Palatinado         | 44,9 | 14  | 45,9    | 15      | 8,1  | 2   | 2 404 007  |
| Sarre                      | 47,9 | 4   | 43,4    | 4       | 7,1  | -   | 740 910    |
| Schleswig-Holstein         | 48,6 | 11  | 42,0    | 9       | 8,6  | 2   | 1 665 020  |
| Alemanha Ocidental         | 45,8 | 242 | 44,9    | 234     | 8,4  | 42  | 37 761 589 |

Nota: Berlim Ocidental, oficialmente, não integrava a Alemanha Ocidental e, como tal, os seus deputados eram eleitos conformes os resultados das eleições regionais que correspondiam ao período das eleições federais alemãs.

### Baden-Württemberg
| Partido                 | Partido                     | Distrito Eleitoral | Distrito Eleitoral | Distrito Eleitoral | Lista de Partido | Lista de Partido | Lista de Partido | Deputados | +/- |
| Partido                 | Partido                     | Votos              | %                  | +/-                | Votos            | %                | +/-              | Deputados | +/- |
| ----------------------- | --------------------------- | ------------------ | ------------------ | ------------------ | ---------------- | ---------------- | ---------------- | --------- | --- |
|                         | União Democrata-Cristã      | 2 679 772          | 50,5 / 100,0       | 0,6                | 2 648 810        | 49,8 / 100,0     | 0,9              | 36 / 72   | 1   |
|                         | Partido Social-Democrata    | 2 268 696          | 42,8 / 100,0       | 4,9                | 2 069 169        | 38,9 / 100,0     | 2,4              | 28 / 72   | 1   |
|                         | Partido Democrático Liberal | 296 286            | 5,6 / 100,0        | 1,1                | 544 832          | 10,2 / 100,0     | 2,7              | 8 / 72    | 2   |
|                         | Outros                      | 61 250             | 1,1 / 100,0        |                    | 59 322           | 1,1 / 100,0      |                  | 0 / 72    |     |
| Votos Inválidos         | Votos Inválidos             | 70 981             | 1,3 / 100,0        | 1,6                | 54 852           | 1,0 / 100,0      | 1,3              |           |     |
| Total                   | Total                       | 5 376 985          | 100,0 / 100,0      |                    | 5 376 985        | 100,0 / 100,0    |                  | 72 / 72   | 2   |
| Eleitorado/Participação | Eleitorado/Participação     | 5 960 714          | 90,2 / 100,0       | 5,1                | 5 960 714        | 90,2 / 100,0     | 5,1              |           |     |

### Baixa Saxônia
| Partido                 | Partido                     | Distrito Eleitoral | Distrito Eleitoral | Distrito Eleitoral | Lista de Partido | Lista de Partido | Lista de Partido | Deputados | +/- |
| Partido                 | Partido                     | Votos              | %                  | +/-                | Votos            | %                | +/-              | Deputados | +/- |
| ----------------------- | --------------------------- | ------------------ | ------------------ | ------------------ | ---------------- | ---------------- | ---------------- | --------- | --- |
|                         | Partido Social-Democrata    | 2 389 346          | 51,5 / 100,0       | 6,2                | 2 235 911        | 48,1 / 100,0     | 4,3              | 30 / 62   | 1   |
|                         | União Democrata-Cristã      | 2 007 358          | 43,3 / 100,0       | 2,2                | 1 988 720        | 42,7 / 100,0     | 2,5              | 27 / 62   | 3   |
|                         | Partido Democrático Liberal | 207 187            | 4,5 / 100,0        | 0,2                | 393 282          | 8,5 / 100,0      | 2,9              | 5 / 62    | 1   |
|                         | Outros                      | 34 198             | 0,8 / 100,0        |                    | 34 561           | 0,7 / 100,0      |                  | 0 / 72    |     |
| Votos Inválidos         | Votos Inválidos             | 46 809             | 1,0 / 100,0        | 0,9                | 32 424           | 0,7 / 100,0      | 0,7              |           |     |
| Total                   | Total                       | 4 684 898          | 100,0 / 100,0      |                    | 4 684 898        | 100,0 / 100,0    |                  | 62 / 62   | 1   |
| Eleitorado/Participação | Eleitorado/Participação     | 5 126 515          | 91,4 / 100,0       | 3,9                | 5 126 515        | 91,4 / 100,0     | 3,9              |           |     |

### Baviera
| Partido                 | Partido                     | Distrito Eleitoral | Distrito Eleitoral | Distrito Eleitoral | Lista de Partido | Lista de Partido | Lista de Partido | Deputados | +/- |
| Partido                 | Partido                     | Votos              | %                  | +/-                | Votos            | %                | +/-              | Deputados | +/- |
| ----------------------- | --------------------------- | ------------------ | ------------------ | ------------------ | ---------------- | ---------------- | ---------------- | --------- | --- |
|                         | União Social-Cristã         | 3 620 625          | 55,5 / 100,0       | 1,0                | 3 615 183        | 55,1 / 100,0     | 0,7              | 48 / 86   | 1   |
|                         | Partido Social-Democrata    | 2 572 250          | 39,4 / 100,0       | 2,5                | 2 483 136        | 37,8 / 100,0     | 3,2              | 33 / 86   | 2   |
|                         | Partido Democrático Liberal | 260 019            | 4,0 / 100,0        | 0,6                | 399 554          | 6,1 / 100,0      | 2,0              | 5 / 86    | 1   |
|                         | Outros                      | 75 726             | 1,1 / 100,0        |                    | 65 917           | 1,0 / 100,0      |                  | 0 / 86    |     |
| Votos Inválidos         | Votos Inválidos             | 97 596             | 1,5 / 100,0        | 1,2                | 62 426           | 0,9 / 100,0      | 0,9              |           |     |
| Total                   | Total                       | 6 626 216          | 100,0 / 100,0      |                    | 6 626 216        | 100,0 / 100,0    |                  | 86 / 86   | 2   |
| Eleitorado/Participação | Eleitorado/Participação     | 7 375 146          | 89,8 / 100,0       | 4,6                | 7 375 146        | 89,8 / 100,0     | 4,6              |           |     |

### Berlim Ocidental
| Partido                 | Partido                      | Votos     | %             | +/- | Deputados | +/-     |
| ----------------------- | ---------------------------- | --------- | ------------- | --- | --------- | ------- |
|                         | Partido Social-Democrata     | 730 240   | 50,4 / 100,0  | 6,5 | 12 / 22   | 1       |
|                         | União Democrata-Cristã       | 553 422   | 38,2 / 100,0  | 5,3 | 9 / 22    | 1       |
|                         | Partido Democrático Liberal  | 122 310   | 8,5 / 100,0   | 1,4 | 1 / 22    | Estável |
|                         | Partido Socialista Unificado | 33 845    | 2,3 / 100,0   | 0,3 | 0 / 22    | Estável |
|                         | Outros                       | 9 136     | 0,6 / 100,0   |     | 0 / 22    |         |
| Votos Inválidos         | Votos Inválidos              | 20 680    | 1,4 / 100,0   | 0,1 |           |         |
| Total                   | Total                        | 1 469 633 | 100,0 / 100,0 |     | 22 / 22   |         |
| Eleitorado/Participação | Eleitorado/Participação      | 1 652 916 | 88,9 / 100,0  | 2,7 |           |         |

### Bremen
| Partido                 | Partido                     | Distrito Eleitoral | Distrito Eleitoral | Distrito Eleitoral | Lista de Partido | Lista de Partido | Lista de Partido | Deputados | +/-     |
| Partido                 | Partido                     | Votos              | %                  | +/-                | Votos            | %                | +/-              | Deputados | +/-     |
| ----------------------- | --------------------------- | ------------------ | ------------------ | ------------------ | ---------------- | ---------------- | ---------------- | --------- | ------- |
|                         | Partido Social-Democrata    | 301 190            | 61,8 / 100,0       | 8,4                | 284 028          | 58,1 / 100,0     | 6,1              | 3 / 4     | Estável |
|                         | União Democrata-Cristã      | 145 418            | 29,8 / 100,0       | 2,9                | 144 471          | 29,6 / 100,0     | 2,7              | 1 / 4     | 1       |
|                         | Partido Democrático Liberal | 34 786             | 7,1 / 100,0        | 0,8                | 54 428           | 11,1 / 100,0     | 1,8              | 0 / 4     | Estável |
|                         | Outros                      | 6 176              | 1,3 / 100,0        |                    | 5 958            | 1,1 / 100,0      |                  | 0 / 4     |         |
| Votos Inválidos         | Votos Inválidos             | 4 861              | 1,0 / 100,0        | 1,4                | 3 546            | 0,7 / 100,0      | 0,4              |           |         |
| Total                   | Total                       | 492 431            | 100,0 / 100,0      |                    | 492 431          | 100,0 / 100,0    |                  | 4 / 4     | 1       |
| Eleitorado/Participação | Eleitorado/Participação     | 540 928            | 91,0 / 100,0       | 4,7                | 540 928          | 91,0 / 100,0     | 4,7              |           |         |

### Hamburgo
| Partido                 | Partido                     | Distrito Eleitoral | Distrito Eleitoral | Distrito Eleitoral | Lista de Partido | Lista de Partido | Lista de Partido | Deputados | +/- |
| Partido                 | Partido                     | Votos              | %                  | +/-                | Votos            | %                | +/-              | Deputados | +/- |
| ----------------------- | --------------------------- | ------------------ | ------------------ | ------------------ | ---------------- | ---------------- | ---------------- | --------- | --- |
|                         | Partido Social-Democrata    | 742 999            | 60,2 / 100,0       | 2,4                | 673 517          | 54,4 / 100,0     | 0,2              | 9 / 16    | 1   |
|                         | União Democrata-Cristã      | 411 876            | 33,3 / 100,0       | 0,5                | 411 974          | 33,3 / 100,0     | 0,7              | 5 / 16    | 1   |
|                         | Partido Democrático Liberal | 65 752             | 5,3 / 100,0        | 1,4                | 138 607          | 11,2 / 100,0     | 4,9              | 2 / 16    | 1   |
|                         | Outros                      | 14 452             | 1,2 / 100,0        |                    | 12 967           | 1,1 / 100,0      |                  | 0 / 16    |     |
| Votos Inválidos         | Votos Inválidos             | 7 753              | 0,6 / 100,0        | 0,7                | 5 767            | 0,5 / 100,0      | 0,2              |           |     |
| Total                   | Total                       | 1 242 832          | 100,0 / 100,0      |                    | 1 242 832        | 100,0 / 100,0    |                  | 16 / 16   | 1   |
| Eleitorado/Participação | Eleitorado/Participação     | 1 348 617          | 92,2 / 100,0       | 4,6                | 1 348 617        | 92,2 / 100,0     | 4,6              |           |     |

### Hesse
| Partido                 | Partido                     | Distrito Eleitoral | Distrito Eleitoral | Distrito Eleitoral | Lista de Partido | Lista de Partido | Lista de Partido | Deputados | +/-     |
| Partido                 | Partido                     | Votos              | %                  | +/-                | Votos            | %                | +/-              | Deputados | +/-     |
| ----------------------- | --------------------------- | ------------------ | ------------------ | ------------------ | ---------------- | ---------------- | ---------------- | --------- | ------- |
|                         | Partido Social-Democrata    | 1 856 417          | 53,3 / 100,0       | 2,7                | 1 697 322        | 48,5 / 100,0     | 0,3              | 23 / 47   | 1       |
|                         | União Democrata-Cristã      | 1 411 018          | 40,5 / 100,0       | 1,7                | 2 648 810        | 40,3 / 100,0     | 1,9              | 19 / 47   | Estável |
|                         | Partido Democrático Liberal | 183 553            | 5,3 / 100,0        | 0,2                | 544 832          | 10,2 / 100,0     | 2,7              | 5 / 47    | 2       |
|                         | Outros                      | 34 588             | 1,0 / 100,0        |                    | 36 185           | 1,1 / 100,0      |                  | 0 / 47    |         |
| Votos Inválidos         | Votos Inválidos             | 36 907             | 1,0 / 100,0        | 1,3                | 23 647           | 0,7 / 100,0      | 1,0              |           |         |
| Total                   | Total                       | 3 522 483          | 100,0 / 100,0      |                    | 3 522 483        | 100,0 / 100,0    |                  | 47 / 47   | 1       |
| Eleitorado/Participação | Eleitorado/Participação     | 3 841 104          | 91,7 / 100,0       | 3,5                | 3 841 104        | 91,7 / 100,0     | 3,5              |           |         |

### Renânia do Norte-Vestfália
| Partido                 | Partido                     | Distrito Eleitoral | Distrito Eleitoral | Distrito Eleitoral | Lista de Partido | Lista de Partido | Lista de Partido | Deputados | +/- |
| Partido                 | Partido                     | Votos              | %                  | +/-                | Votos            | %                | +/-              | Deputados | +/- |
| ----------------------- | --------------------------- | ------------------ | ------------------ | ------------------ | ---------------- | ---------------- | ---------------- | --------- | --- |
|                         | Partido Social-Democrata    | 5 743 844          | 52,8 / 100,0       | 5,1                | 5 509 866        | 50,4 / 100,0     | 3,6              | 75 / 148  | 2   |
|                         | União Democrata-Cristã      | 4 517 830          | 41,5 / 100,0       | 2,9                | 4 484 657        | 41,0 / 100,0     | 2,6              | 61 / 148  | 8   |
|                         | Partido Democrático Liberal | 530 974            | 4,9 / 100,0        | 0,6                | 856 963          | 7,8 / 100,0      | 2,4              | 12 / 148  | 3   |
|                         | Outros                      | 85 058             | 0,8 / 100,0        |                    | 83 132           | 0,6 / 100,0      |                  | 0 / 148   |     |
| Votos Inválidos         | Votos Inválidos             | 128 101            | 1,2 / 100,0        | 1,2                | 71 169           | 0,6 / 100,0      | 0,8              |           |     |
| Total                   | Total                       | 11 005 807         | 100,0 / 100,0      |                    | 11 005 807       | 100,0 / 100,0    |                  | 148 / 148 | 3   |
| Eleitorado/Participação | Eleitorado/Participação     | 11 992 806         | 91,8 / 100,0       | 4,5                | 11 992 806       | 91,8 / 100,0     | 4,5              |           |     |

### Renânia-Palatinado
| Partido                 | Partido                     | Distrito Eleitoral | Distrito Eleitoral | Distrito Eleitoral | Lista de Partido | Lista de Partido | Lista de Partido | Deputados | +/-     |
| Partido                 | Partido                     | Votos              | %                  | +/-                | Votos            | %                | +/-              | Deputados | +/-     |
| ----------------------- | --------------------------- | ------------------ | ------------------ | ------------------ | ---------------- | ---------------- | ---------------- | --------- | ------- |
|                         | União Democrata-Cristã      | 1 105 288          | 46,6 / 100,0       | 1,8                | 1 090 339        | 45,9 / 100,0     | 1,9              | 15 / 31   | 1       |
|                         | Partido Social-Democrata    | 1 128 019          | 47,6 / 100,0       | 6,4                | 1 067 953        | 44,9 / 100,0     | 4,8              | 14 / 31   | 1       |
|                         | Partido Democrático Liberal | 113 062            | 4,8 / 100,0        | 0,5                | 193 499          | 8,1 / 100,0      | 1,8              | 2 / 31    | Estável |
|                         | Outros                      | 24 343             | 1,0 / 100,0        |                    | 26 070           | 1,1 / 100,0      |                  | 0 / 31    |         |
| Votos Inválidos         | Votos Inválidos             | 33 295             | 1,4 / 100,0        | 0,9                | 26 146           | 1,1 / 100,0      | 0,9              |           |         |
| Total                   | Total                       | 2 404 007          | 100,0 / 100,0      |                    | 2 404 007        | 100,0 / 100,0    |                  | 31 / 31   |         |
| Eleitorado/Participação | Eleitorado/Participação     | 2 623 690          | 91,6 / 100,0       | 4,6                | 2 623 690        | 91,6 / 100,0     | 4,6              |           |         |

### Sarre
| Partido                 | Partido                     | Distrito Eleitoral | Distrito Eleitoral | Distrito Eleitoral | Lista de Partido | Lista de Partido | Lista de Partido | Deputados | +/-     |
| Partido                 | Partido                     | Votos              | %                  | +/-                | Votos            | %                | +/-              | Deputados | +/-     |
| ----------------------- | --------------------------- | ------------------ | ------------------ | ------------------ | ---------------- | ---------------- | ---------------- | --------- | ------- |
|                         | Partido Social-Democrata    | 367 397            | 50,5 / 100,0       | 9,1                | 349 801          | 47,9 / 100,0     | 6,0              | 4 / 8     | Estável |
|                         | União Democrata-Cristã      | 320 287            | 44,0 / 100,0       | 2,7                | 316 955          | 43,4 / 100,0     | 2,7              | 4 / 8     | Estável |
|                         | Partido Democrático Liberal | 29 311             | 4,0 / 100,0        | 1,7                | 51 762           | 7,1 / 100,0      | 0,4              | 0 / 8     | Estável |
|                         | Outros                      | 10 876             | 1,5 / 100,0        |                    | 11 394           | 1,6 / 100,0      |                  | 0 / 8     |         |
| Votos Inválidos         | Votos Inválidos             | 13 039             | 1,8 / 100,0        | 1,8                | 10 998           | 1,5 / 100,0      | 1,4              |           |         |
| Total                   | Total                       | 740 910            | 100,0 / 100,0      |                    | 740 910          | 100,0 / 100,0    |                  | 8 / 8     |         |
| Eleitorado/Participação | Eleitorado/Participação     | 797 605            | 92,9 / 100,0       | 3,8                | 797 605          | 92,9 / 100,0     | 3,8              |           |         |

### Schleswig-Holstein
| Partido                 | Partido                     | Distrito Eleitoral | Distrito Eleitoral | Distrito Eleitoral | Lista de Partido | Lista de Partido | Lista de Partido | Deputados | +/- |
| Partido                 | Partido                     | Votos              | %                  | +/-                | Votos            | %                | +/-              | Deputados | +/- |
| ----------------------- | --------------------------- | ------------------ | ------------------ | ------------------ | ---------------- | ---------------- | ---------------- | --------- | --- |
|                         | Partido Social-Democrata    | 858 081            | 52,1 / 100,0       | 7,6                | 804 446          | 48,6 / 100,0     | 5,1              | 11 / 22   | 1   |
|                         | União Democrata-Cristã      | 705 966            | 42,9 / 100,0       | 4,4                | 695 140          | 42,0 / 100,0     | 4,2              | 9 / 22    | 1   |
|                         | Partido Democrático Liberal | 69 583             | 4,2 / 100,0        | 0,2                | 141 497          | 8,6 / 100,0      | 3,4              | 2 / 22    | 1   |
|                         | Outros                      | 12 922             | 0,7 / 100,0        |                    | 13 073           | 0,8 / 100,0      |                  | 0 / 22    |     |
| Votos Inválidos         | Votos Inválidos             | 18 468             | 1,1 / 100,0        | 0,7                | 10 864           | 0,7 / 100,0      | 0,5              |           |     |
| Total                   | Total                       | 1 665 020          | 100,0 / 100,0      |                    | 1 665 020        | 100,0 / 100,0    |                  | 22 / 22   | 1   |
| Eleitorado/Participação | Eleitorado/Participação     | 1 839 177          | 90,5 / 100,0       | 4,5                | 1 839 177        | 90,5 / 100,0     | 4,5              |           |     |